# Bahnhofstraße 39 (Bad Suderode)

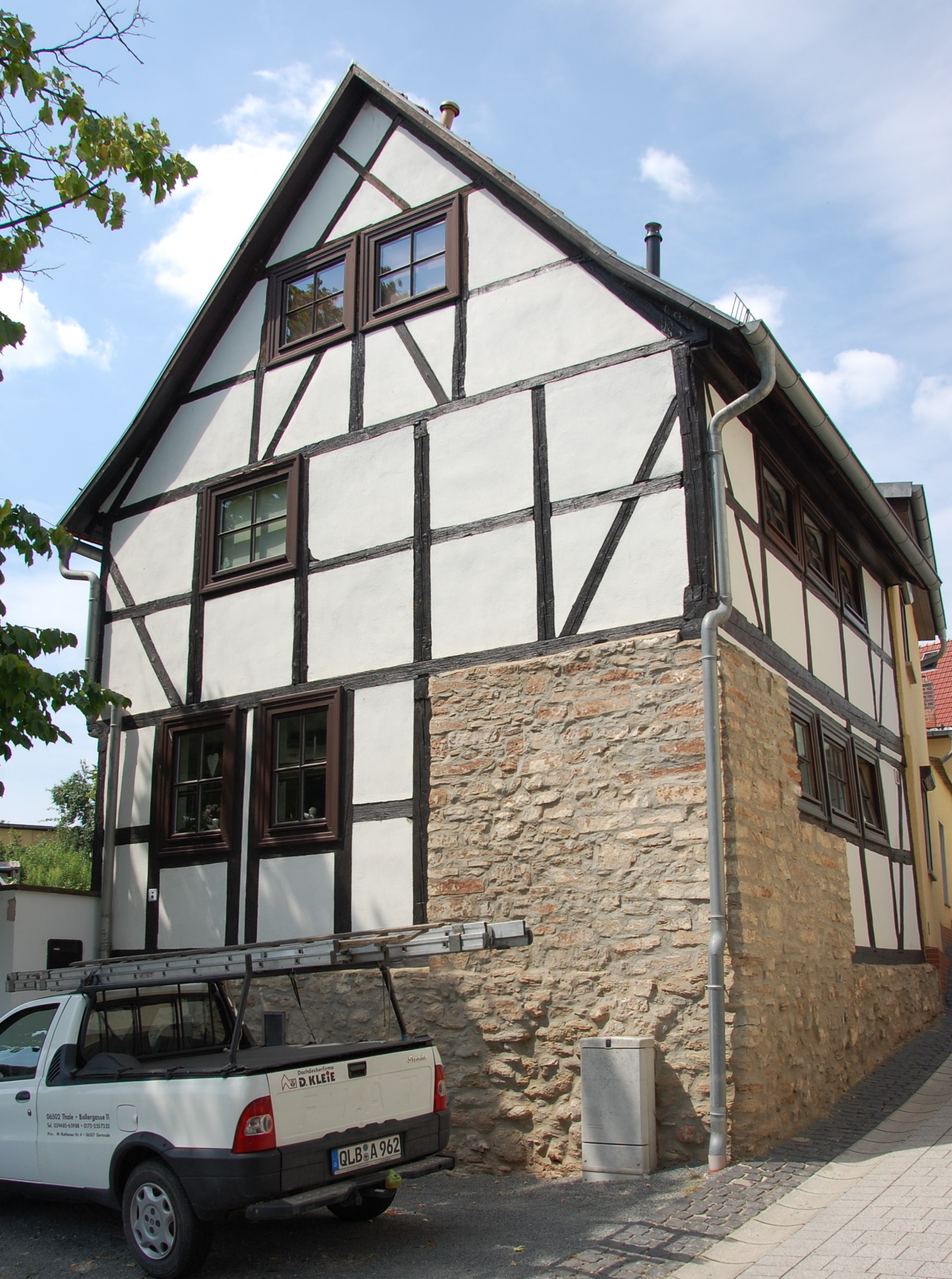
Haus Bahnhofstraße 39

Das Haus Bahnhofstraße 39 ist ein denkmalgeschütztes Gebäude im zur Stadt Quedlinburg in Sachsen-Anhalt gehörenden Ortsteil Bad Suderode.

## Lage
Es befindet sich auf der Westseite der Bahnhofstraße und ist im örtlichen Denkmalverzeichnis als Wohnhaus eingetragen. Unmittelbar nördlich des Hauses führt eine kleine Gasse von der Bahnhofstraße zur westlich gelegenen Gartenstraße.

## Architektur und Geschichte
Das zweigeschossige Fachwerkhaus entstand Anfang des 18. Jahrhunderts, wurde jedoch später umgebaut. Im Erdgeschoss befindet sich ein in massiver Bauweise errichteter Küchentrakt. Das obere Stockwerk kragt vor. Die Balkenköpfe sind abgerundet, die Füllhölzer profiliert.